# Proletarsk
Proletarsk - Пролетарск (rus) - és una ciutat de Rússia que es troba a l'óblast de Rostov. Es troba a la vora del riu Mànitx, a 230 km al sud-est de Rostov del Don, la capital de la província.